# O Song-nam
O Song-nam (ur. 16 lipca 1982) – północnokoreański zapaśnik w stylu wolnym. Olimpijczyk z Aten 2004, gdzie zajął ósme miejsce w kategorii 55 kg. Jedyny zawodnik z Korei Północnej w turnieju zapaśniczym.
Zajął dziewiąte miejsce na mistrzostwach świata w 2006. Szósty na mistrzostwach Azji w 2004 roku.